# Distretto di Ùenč
Il distretto di Ùenč è uno dei diciassette distretti (sum) in cui è suddivisa la provincia di Hovd, in Mongolia. Conta una popolazione di 4.024 abitanti (censimento 2010). 